# Hậu Lý

Vị trí tại Đài Trung

Hậu Lý (tiếng Trung: 后里區; bính âm: Hòulǐ Qū) là một khu (quận) của thành phố Đài Trung, Trung Hoa Dân Quốc (Đài Loan). Đây là một quận nông thôn và nền kinh tế dựa chủ yếu vào nông nghiệp. Hậu Lý có diện tích 58,9439 km², dân số vào tháng 8 năm 2011 là 54.138 người trong 14.963 hộ gia đình; mật độ cư trú đạt 918,5 người/km²